# Château de La Grange-Bléneau
Ne doit pas être confondu avec Château de Bléneau.
Le château de La Grange-Bléneau est une ancienne maison forte, dont l'origine remonte en partie au XIVe siècle, remanié au XVIIIe siècle, situé sur la commune de Courpalay, dans le département de Seine-et-Marne.
Le château et sa chapelle font l’objet d’une inscription au titre des monuments historiques par arrêté du 15 avril 1942.

## Situation
Le château de La Grange-Bléneau se dresse au nord du bourg.

## Histoire

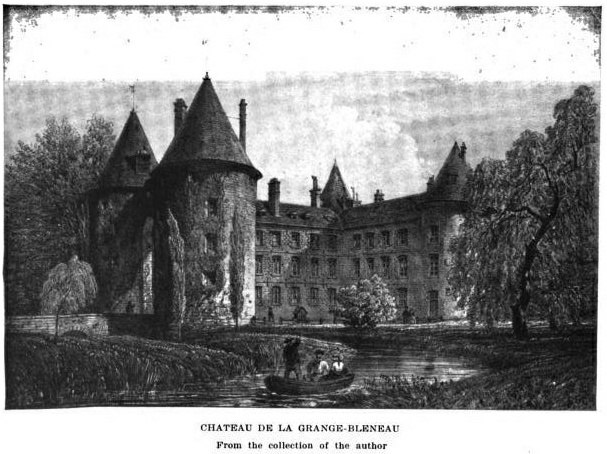
Le château en 1799.

Siège d'une seigneurie, dépendant de la châtellenie de Melun, mentionné dès le XIIIe siècle, « Corpaloi », le château de La Grange-Bléneau a appartenu aux Courtenay, aux Aubusson-La Feuillade, aux Dupré de La Grange Blesneau, aux d'Aguesseau.

En 1363, Ancel de La Grange dans un aveu décrit sa résidence comme : 

« Ancel de la Granche, chevalier seigneur dudit lieu et de la Grange du Breuil en brie, tieng et avoue tenir en fief... Premièrement ma maison fort de la Grange, chastel, pourpris et appartenances à tous les fossés et la bassecourt et le colombier, la ville close de fossés si comme tout se comporte laquelle maison et chastel est forteresse ancienne,,,. »

Le droit de pêche y est réglementé et tout contrevenant s'expose à une amende : « Item la pescherie et seigneurie en la rivière d'Ierre, de la pont de rosay jusque assez prez du moulin de Courtemer et en rivière toute justice haute moyenne basse et de corriger et punir les pescher poessons prenables tant a gens nobles et aultres... »
Le prince de Condé et ses troupes s'en emparent lors des troubles de la minorité de Louis XIII.
Adrienne de Noailles le transmit à son mari, le général de La Fayette, qui y vécut de 1802 à sa mort en 1834.
En 1935, le château est acheté par René de Chambrun Pineton à son cousin Louis de Lasteyrie, descendant de Lafayette.
Il est aujourd'hui la propriété de la Fondation Josée-et-René-de-Chambrun.

## Description
Des documents iconographiques joint à l'aveu de 1363, le décrit comme une enceinte de 35 × 24 mètres composé de cinq tours.
Les bâtiments datent du XVIe siècle, il a été remanié au début du XVIIIe siècle.
Il comprend trois corps de logis que viennent flanquer cinq tours circulaires du XVe siècle, une entrée voûtée, accostée de deux tourelles, dans laquelle se logeait un pont-levis à flèches enjambant les fossés, une chapelle.
Le château est demeuré en l'état depuis la mort de La Fayette, il renferme notamment la bibliothèque du général et des archives et souvenirs historiques relatifs à l'indépendance des États-Unis. 
Divers objets personnels et souvenirs de Lafayette provenant du château par descendance de  sa file aînée Anastasie de La Tour-Maubourg ont été vendus aux enchères à Paris les 7 et 8/07/2012 (lots 312 à 317 du catalogue de 335 numéros).  
À la demande de La Fayette, Hubert Robert travailla avec  Antoine Vaudoyer à l'aménagement des jardins 

## Fondation Josée-et-René-de-Chambrun
La Fondation a été reconnue d’utilité publique le 19 octobre 1959. Elle a pour objet la conservation du château (château de La Grange-Bléneau à Courpalay) ayant appartenu à La Fayette et la conservation des collections historiques se rapportant à sa mémoire. La fondation détient aussi les archives privées de Pierre Laval. 
Elle possède aussi le château de Châteldon qui appartint à la famille Laval ainsi que deux maisons médiévales du village : maison sergentale et ancienne pharmacie.
Le château avait été acheté en 1935 à Louis de Lasteyrie, descendant de La Fayette par René de Chambrun, son cousin. Les nouveaux propriétaires découvrirent dans un grenier des archives de La Fayette qui furent classées archives historiques en 2003.
Elle a été fondée par :
- René de Chambrun (1906-2002), avocat à la cour d'appel de Paris et au barreau de New York, descendant de La Fayette, chevalier de la Légion d'honneur, président d'honneur de la société Les fils de la révolution américaine en France ;
- Josée Laval (1911-1992), son épouse, fille unique du collaborateur Pierre Laval.

À sa création, figuraient comme administrateurs :
- Maurice Renand (1913-1968)[13] inspecteur des Finances, fils de Georges–Eugène Renand PDG de la Semeuse de Paris, premier gérant de La Samaritaine, président de la Fondation Cognacq-Jay, directeur des services administratifs de la Présidence du Conseil en 1942 et proche collaborateur de Pierre Laval (1943-1944). Son fils Georges a succédé à René de Chambrun à la tête de la fondation ;
- François Cathala, descendant de Pierre Cathala, fidèle de Pierre Laval.

Par arrêté du 18 décembre 2003, son siège a été transféré de Courpalay (Seine-et-Marne) au 6 bis, place du Palais-Bourbon 75007 Paris. 
En 1989 la Fondation céda au groupe Taittinger une partie du capital des Cristalleries de Baccarat dont René de Chambrun fut actionnaire et président, ne conservant qu'une participation minoritaire de 34 %, à son tour cédée en 2007, au fonds d'investissement Starwood Capital, pour 97 MUSD. 
La Fondation a acquis aux enchères, en décembre 2007, pour 5,3 MUSD, la médaille personnelle de George Washington de la Société des Cincinnati.